# 特雷米蒂島
特雷米蒂島（義大利語：Isole Tremiti），是意大利福贾省的一个市镇。总面积3.13平方公里，人口496人，人口密度158.5人/平方公里（2009年）。ISTAT代码为071026。